# 沖縄県立泊高等学校
沖縄県立泊高等学校（おきなわけんりつ とまりこうとうがっこう）は、沖縄県那覇市泊三丁目にある定時制と通信制の公立高等学校。

## 沿革
- 1968年4月1日 - 琉球政府立小禄高等学校定時制として設置。
- 1977年4月1日 - 沖縄県立小禄高等学校より独立し開校、定時制夜間部の普通科と通信制を設置。
- 1990年4月1日 - 定時制午前部開設、単位制と2学期制を導入。

## 設置学科
- 定時制課程午前部

普通科：１３０人（４クラス）
- 定時制課程夜間部

普通科：80人（2クラス）
- 通信制課程

普通科：250人

## 特色
- 定時制課程

勤労生徒を主な対象としており、午前部では午後を、夜間部では午前の時間を自由に使うことができる。午前部は県内で唯一の設置。
午後は午前部、夜間部共通の「選択授業」が開講されており、三修制を希望する生徒は、午後開講の授業の単位を修得することで、3年間で高卒資格を得ることができる。
- 通信制課程

個人の経済的事情や通学距離の関係などにより、全日制や定時制高等学校へ進学できない青少年に対して高等学校教育を行っている。

## 交通アクセス
路線バス
| 運行事業者            | 路線・系統                                     | 下車停留所 |
| --------------------- | ---------------------------------------------- | ---------- |
| 那覇バス              | 3番/11番/101番                                 | 泊高橋     |
| 琉球バス交通          | 23番/63番/99番/110番                           | 泊高橋     |
| 琉球バス交通 沖縄バス | 20番/120番/28番/29番                           | 泊高橋     |
| 沖縄バス              | 22番/77番/27番/80番/32番/52番/87番/200番/235番 | 泊高橋     |
| 東陽バス              | 31番                                           | 泊高橋     |

## 泊高の卒業生
混沌さん（Youtuber、Tiktoker）